# Ульрих, Фридрих-Вильхельм
Фридрих-Вильхельм Ульрих (нем. Friedrich-Wilhelm Ulrich; род. 20 октября 1953, Кальбе, Саксония-Анхальт) — немецкий гребец, выступавший за сборную ГДР по академической гребле в 1970-х годах. Двукратный олимпийский чемпион, трёхкратный чемпион мира, чемпион Европы, победитель многих регат национального и международного значения. Также известен как тренер.

## Биография
Фридрих-Вильхельм Ульрих родился 20 октября 1953 года в деревне Паккебуш, ГДР. Проходил подготовку в Магдебурге в местном одноимённом спортивном клубе.
Впервые завил о себе в гребле в 1971 году, выиграв золотую медаль в распашных рулевых двойках на юниорском мировом первенстве в Бледе.
Первого серьёзного успеха на взрослом международном уровне добился в сезоне 1973 года, когда вошёл в основной состав восточногерманской национальной сборной и одержал победу в восьмёрках на чемпионате Европы в Москве.
В 1975 году выступил на чемпионате мира в Ноттингеме, где так же стал чемпионом в восьмёрках.
Благодаря череде удачных выступлений удостоился права защищать честь страны на летних Олимпийских играх 1976 года в Монреале. Вместе с напарником Харальдом Ерлингом и рулевым Георгом Шпором занял первое место в мужских распашных рулевых двойках и тем самым завоевал золотую олимпийскую медаль.
В 1977 году побывал на чемпионате мира в Амстердаме, откуда привёз награду серебряного достоинства, выигранную в зачёте рулевых двоек — уступил здесь только экипажу из Болгарии.
На мировом первенстве 1978 года в Карапиро одержал победу в восьмёрках.
В 1979 году отметился победой в восьмёрках на чемпионате мира в Бледе, став таким образом трёхкратным чемпионом мира по академической гребле.
Находясь в числе лидеров гребной команды ГДР, благополучно прошёл отбор на Олимпийские игры 1980 года в Москве — с теми же партнёрами как и четыре года назад вновь обошёл всех соперников, добавив в послужной список ещё одно олимпийское золото.
За выдающиеся спортивные достижения дважды награждался орденом «За заслуги перед Отечеством» в серебре (1976, 1980).
После завершения спортивной карьеры работал тренером в своём гребном клубе в Магдебурге. В 1989 году перебрался на постоянное жительство в Западную Германию, где продолжил заниматься тренерской деятельностью.